# Runddysser von Hjortegårdene

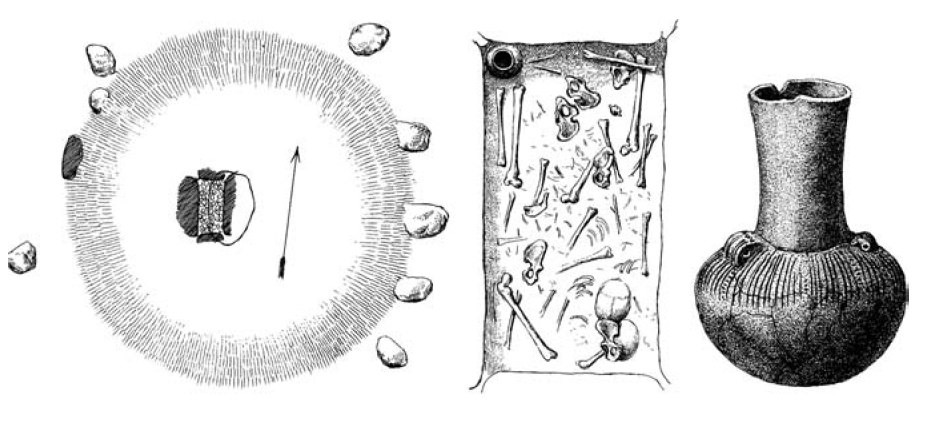
Grundplan und Funde Dysse 2 nach A. P. Madsen

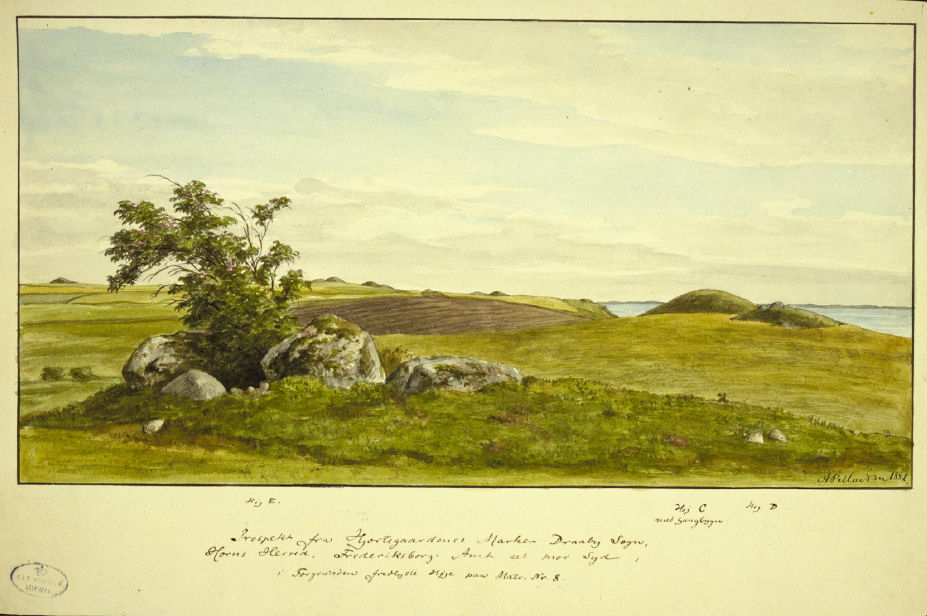
Hjortegårdens nach A. P. Madsen

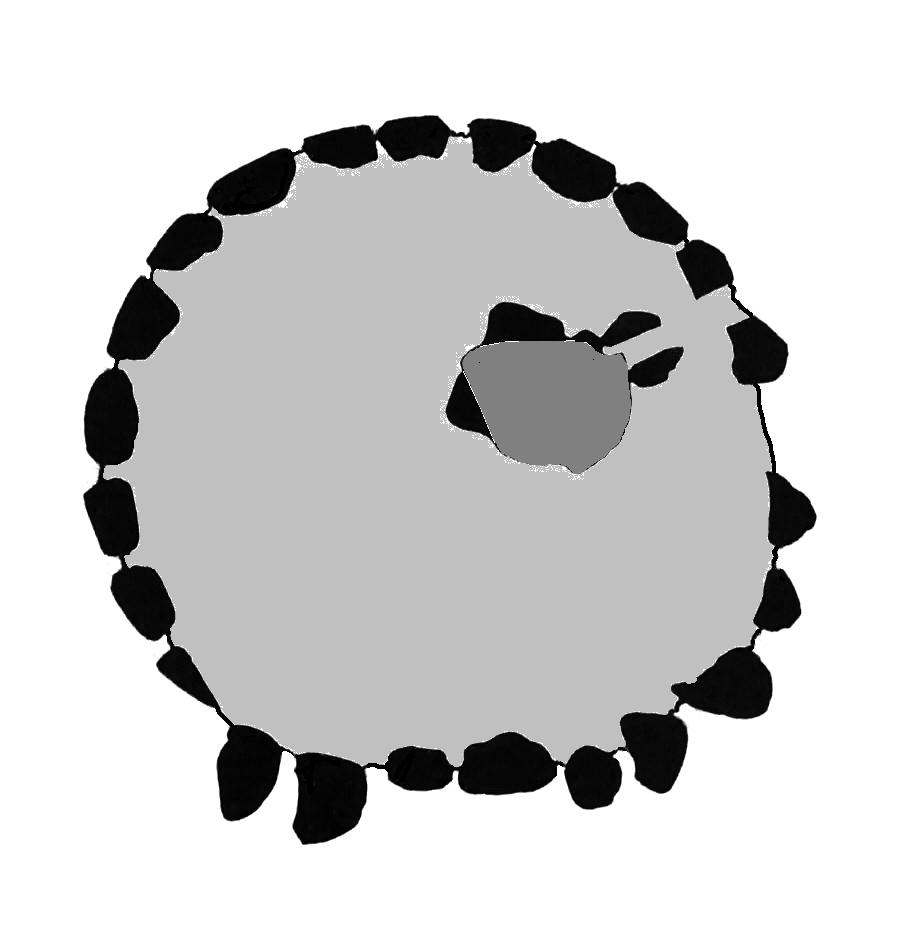
Grundriss eines Runddysse, hier mit außermittiger Kammer

Die beiden Runddysser von Hjortegårdene (auch Distriktet Skoven genannt) liegen im Norden der Halbinsel Hornsherred bei Frederikssund auf der dänischen Insel Seeland. Die beiden Megalithanlagen aus der Jungsteinzeit wurden von den Leuten der Trichterbecherkultur (TBK) zwischen 3500 und 2800 v. Chr. errichtet. Die Randsteineinfassung beider Runddysser ist kaum (Dysse 2) erhalten.

## Runddysse 1
Die fast freistehende polygonale Kammer des Polygonaldolmen steht mittig in den Resten des Rundhügels. Erhalten sind fünf Tragsteine, zwei Gangsteine, mehrere Schwellensteine und der Deckstein.

## Runddysse 2
Etwa 50 m entfernt liegt etwas außermittig im Hügel ein eingetiefter Rechteckdolmen aus vier Tragsteinen und einem Deckstein. Der etwa 1,8 m hohe, leicht ovale Hügel misst etwa 15,0 × 14,0 m.
In der Nähe liegt eine große Anzahl von neolithischen Gräbern, darunter drei Ganggräber (Hjortegårdene Jættestue 1 -3). Gut erhalten ist das Ganggrab 3 von Hjortegårdene.